# 163

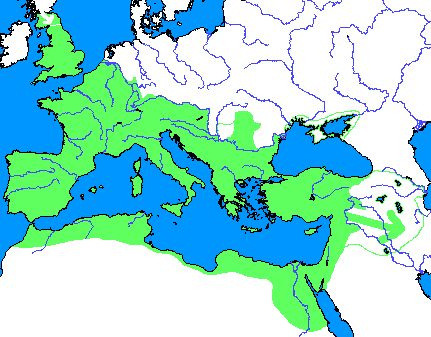
Romeinse Keizerrijk tijdens de invasie tegen de Parthen

Het jaar 163 is het 63e jaar in de 2e eeuw volgens de christelijke jaartelling.

## Gebeurtenissen

### Klein-Azie
- Het Romeinse leger (2 legioenen) onder bevel van Avidius Cassius verovert Edessa (huidige Turkije) en jaagt de Parthen terug over de Tigris.

### Armenië
- Een Romeins expeditieleger valt Armenië binnen en steekt de rivier de Aras over. De Romeinen verwoesten de voormalige hoofdstad Artaxata.